# Yosiwo George
Yosiwo P. George (Kosrae, 24 de julio de 1941-13 de agosto de 2022) fue el Vicepresidente de los Estados Federados de Micronesia en los periodos 19.º (2015–19) y 20.º (2019–2022) del congreso, bajo las presidencias de Peter M. Christian y David W. Panuelo. Fue gobernador de Kosrae entre enero de 1983 hasta enero de 1991, después se desempeñó como embajador a los Estados Unidos, embajador a Israel, y embajador a las Naciones Unidas.

## Vida privada
Se casó con Antilise George. Falleció por complicaciones de COVID-19 en agosto de 2022, con 81 años de edad.